# ظربان أمريكي (جنس)
ظربان أمريكي أو ميفيتيس (الاسم العلمي Mephitis) هو جنس من عدة أجناس من فصيلة الظربان الأمريكي، ويضم نوعان ينتشران في أمريكا الشمالية: ظربان أمريكي مخطط وظربان ذو القلنسوة.